# Lliurament de gens
El lliurament de gens és el procés d'introducció de material genètic estrany, com ara ADN o ARN, a les cèl·lules hostes. El lliurament de gens ha d'arribar al genoma de la cèl·lula hoste per induir l'expressió gènica. Un lliurament de gens amb èxit requereix que el lliurament de gens estranys es mantingui estable dins de la cèl·lula hoste i es pugui integrar al genoma o replicar-lo independentment. Això requereix que es sintetitzi ADN estrany com a part d'un vector, dissenyat per entrar a la cèl·lula hoste desitjada i lliurar el transgè al genoma d'aquesta cèl·lula. Els vectors utilitzats com a mètode per al lliurament de gens es poden dividir en dues categories, virus recombinants i vectors sintètics (virals i no virals).
En eucariotes multicel·lulars complexos (més específicament els weissmanistes), si el transgè s'incorpora a les cèl·lules germinals de l'hoste, la cèl·lula hoste resultant pot passar el transgèn a la seva descendència. Si el transgè s'incorpora a les cèl·lules somàtiques, el transgèn romandrà amb la línia cel·lular somàtica i, per tant, el seu organisme hoste.
El lliurament de gens és un pas necessari en la teràpia gènica per a la introducció o silenci d'un gen per promoure un resultat terapèutic en pacients i també té aplicacions en la modificació genètica dels cultius. Hi ha molts mètodes diferents de distribució de gens per a diversos tipus de cèl·lules i teixits.

## Història
Els vectors basats en virus van sorgir als anys vuitanta com a eina per a l'expressió transgènica. El 1983, Albert Siegel va descriure l'ús de vectors virals en l'expressió de transgens de plantes, tot i que la manipulació viral mitjançant la clonació d'ADNc encara no estava disponible. El primer virus que es va utilitzar com a vector de vacuna va ser el virus de la vaccinia el 1984 com a forma de protegir els ximpanzés contra l'hepatitis B. El lliurament de gens no virals va ser informat per primera vegada el 1943 per Avery et al. que van mostrar un canvi de fenotip cel·lular mitjançant l'exposició al DNA exògena.

## Mètodes

La transformació bacteriana consisteix a traslladar un gen d'un bacteri a un altre. Està integrat al plasmidi receptor. i es pot expressar al nou amfitrió.

Hi ha una varietat de mètodes disponibles per administrar gens a les cèl·lules hostes. Quan els gens són lliurats a bacteris o plantes, el procés s'anomena transformació i, quan s'utilitza per lliurar gens als animals, s'anomena transfecció. Això es deu al fet que la transformació té un significat diferent en relació amb els animals, cosa que indica una progressió cap a un estat cancerós. Per a alguns bacteris no calen mètodes externs per introduir gens, ja que són capaços naturalment d'adquirir ADN estrany. La majoria de cèl·lules requereixen algun tipus d'intervenció per fer la membrana cel·lular permeable a l'ADN i permetre que l'ADN s'insereixi de manera estable al genoma de l'hoste.

### Químics
Els mètodes químics de distribució de gens poden utilitzar compostos naturals o sintètics per formar partícules que facilitin la transferència de gens a les cèl·lules. Aquests vectors sintètics tenen la capacitat d'unir electrostàticament l'ADN o l'ARN i compactar la informació genètica per donar cabuda a transferències genètiques més grans. Els vectors químics solen entrar a les cèl·lules per endocitosi i poden protegir el material genètic de la degradació.

#### Xoc de calor
Un dels mètodes més senzills consisteix a alterar l'entorn de la cèl·lula i després estressar-lo donant-li un xoc tèrmic. Normalment, les cèl·lules s'incuben en una solució que conté cations divalents (sovint clorur de calci) en condicions fredes, abans de ser exposades a un pols de calor. El clorur de calci altera parcialment la membrana cel·lular, cosa que permet a l'ADN recombinant entrar a la cèl·lula hoste. Es suggereix que exposar les cèl·lules a cations divalents en estat fred pot canviar o debilitar l'estructura de la superfície cel·lular, fent-la més permeable a l'ADN. Es creu que el pols de calor crea un desequilibri tèrmic a través de la membrana cel·lular, que obliga l'ADN a entrar a les cèl·lules a través dels porus cel·lulars o de la paret cel·lular danyada

#### Fosfat de calci
Un altre mètode senzill consisteix a utilitzar fosfat de calci per unir l'ADN i després exposar-lo a cèl·lules cultivades. La solució, juntament amb l'ADN, està encapsulada per les cèl·lules i es pot integrar una petita quantitat d'ADN al genoma.

#### Liposomes i polímers
Els liposomes i els polímers es poden utilitzar com a vectors per administrar l'ADN a les cèl·lules. Els liposomes amb càrrega positiva s'uneixen a l'ADN carregat negativament, mentre que es poden dissenyar polímers que interactuen amb l'ADN. Formen lipoplexos i poliplexos respectivament, que després són captats per les cèl·lules. Els dos sistemes també es poden combinar. Els vectors no virals basats en polímers utilitzen polímers per interactuar amb l'ADN i formar poliplexos.

#### Nanopartícules
L'ús de nanopartícules inorgàniques i orgàniques és un altre enfocament no viral per al lliurament de gens.

### Físics
El lliurament de gens artificials es pot mediar mitjançant mètodes físics que utilitzen la força per introduir material genètic a través de la membrana cel·lular.

#### Electroporació

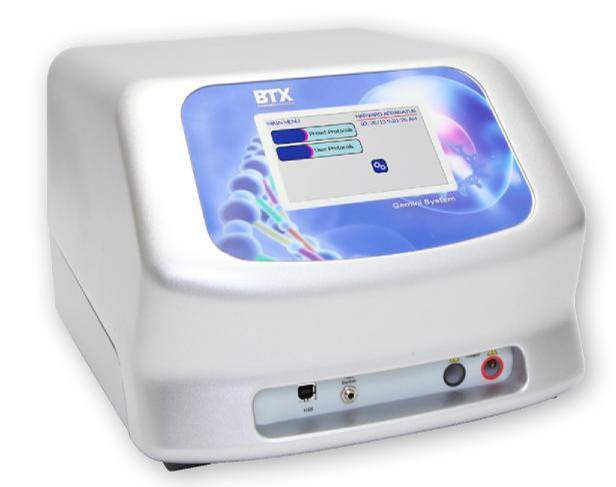
Es poden utilitzar electroporadors per fer que la membrana cel·lular sigui permeable a l'ADN

L'electroporació és un mètode per promoure la competència. Les cèl·lules es xocen breument amb un camp elèctric de 10-20 kV / cm, que es creu que crea forats a la membrana cel·lular a través dels quals pot entrar l'ADN plasmídic. Després de la descàrrega elèctrica, els forats es tanquen ràpidament pels mecanismes de reparació de la membrana de la cèl·lula.

#### Biolística

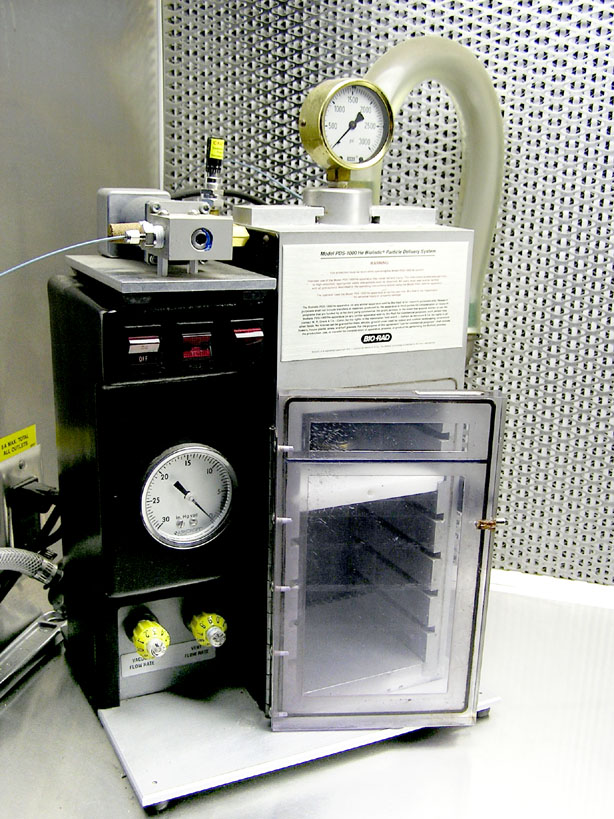
Una pistola genètica utilitza la biolística per inserir l'ADN a les cèl·lules

Un altre mètode utilitzat per a transformar les cèl·lules vegetals és la biolística, on les partícules d'or o tungstè es recobreixen amb ADN i després es disparen a cèl·lules vegetals joves o embrions vegetals. Alguns materials genètics entren a les cèl·lules i les transformen. Aquest mètode es pot utilitzar en plantes que no són susceptibles a la infecció per Agrobacterium i també permet la transformació de plàstids vegetals. Les cèl·lules de les plantes també es poden transformar mitjançant electroporació, que utilitza una descàrrega elèctrica per fer que la membrana cel·lular sigui permeable a l'ADN plasmídic. A causa dels danys causats a les cèl·lules i l'ADN, l'eficiència de transformació de la biolística i l'electroporació és inferior a la transformació agrobacteriana.

#### Microinjecció
La microinjecció és on el DNA s'injecta a través de l'embolcall nuclear de la cèl·lula directament al nucli.

#### Sonoporació
La sonoporació utilitza ones sonores que creen porus en una membrana cel·lular per permetre l'entrada de material genètic.

#### Fotoporació
La fotoporació és quan s'utilitzen impulsos làser per crear porus en una membrana cel·lular per permetre l'entrada de material genètic.

#### Magnetofecció
La magnetofecció utilitza partícules magnètiques complexades amb ADN i un camp magnètic extern concentra partícules d'àcid nucleic en cèl·lules diana.

#### Hidroporació
Es pot utilitzar un efecte capil·lar hidrodinàmic per manipular la permeabilitat de les cèl·lules.

### Agrobacterium

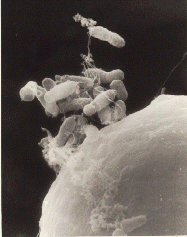
A. tumefaciens unint-se a una cel·la de pastanaga

A les plantes, l'ADN s'insereix sovint mitjançant recombinació mediada per Agrobacterium, aprofitant la seqüència d'ADN T de Agrobacterium que permet la inserció natural de material genètic a les cèl·lules vegetals. Els teixits vegetals es tallen en trossos petits i es remullen en un fluid que conté Agrobacterium en suspensió. Els bacteris s'adheriran a moltes de les cèl·lules vegetals exposades pels talls. El bacteri utilitza la conjugació per transferir un segment d'ADN anomenat T-ADN des del seu plasmidi a la planta. L'ADN transferit és pilotat al nucli de les cèl·lules vegetals i s'integra a l'ADN genòmic de les plantes hostes. El plasmidi T-DNA s'integra semi-aleatòriament al genoma de la cèl·lula hoste.
En modificar el plasmidi per expressar el gen d'interès, els investigadors poden inserir el gen escollit de manera estable al genoma de les plantes. Les úniques parts essencials de l'ADN-T són les seves dues petites repeticions de vora (25 parells de bases), almenys una de les quals es necessita per a la transformació de les plantes. Els gens que s'han d'introduir a la planta es clonen en un vector de transformació vegetal que conté la regió d'ADN-T del plasmidi. Un mètode alternatiu és l'agroinfiltració.

### Lliurament viral

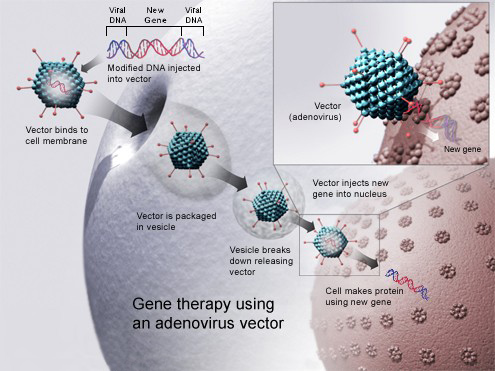
L'ADN estrany que es transdueix a la cèl·lula hoste a través d'un vector d'adenovirus.

El lliurament de gens mediats per virus utilitza la capacitat d'un virus d'injectar el seu ADN dins d'una cèl·lula hoste i aprofita la capacitat del virus de replicar i implementar el seu propi material genètic. Els mètodes virals de lliurament de gens són més propensos a induir una resposta immune, però tenen una alta eficiència. La transducció és el procés que descriu la inserció d'ADN mediada pel virus a la cèl·lula hoste. Els virus són una forma particularment eficaç de subministrament de gens perquè l'estructura del virus evita la degradació a través dels lisosomes de l'ADN que subministra al nucli de la cèl·lula hoste.
En la teràpia gènica, un gen destinat al lliurament s'empaqueta en una partícula viral deficient en la replicació per formar un vector viral. Els virus utilitzats fins ara per a la teràpia gènica inclouen el retrovirus, l'adenovirus, el virus adeno-associat i el virus de l'herpes simple. No obstant això, hi ha inconvenients en l'ús de virus per administrar gens a les cèl·lules. Els virus només poden administrar trossos d'ADN molt petits a les cèl·lules, requereixen molta mà d'obra i hi ha riscos de llocs d'inserció aleatòria, efectes citopàtics i mutagènesi.
El lliurament de gens basats en vectors virals utilitza un vector viral per subministrar material genètic a la cèl·lula hoste. Per fer-ho, s'utilitza un virus que conté el gen desitjat i s'elimina la part del genoma del virus que és infecciosa. Els virus són eficients per subministrar material genètic al nucli de la cèl·lula hoste, que és vital per a la seva replicació.

#### Vectors virals basats en l'ARN
Els virus basats en l'ARN es van desenvolupar a causa de la capacitat de transcriure directament a partir de transcripcions d'ARN infeccioses. Els vectors d'ARN s'expressen i s'expressen ràpidament en la forma específica, ja que no cal cap processament. La integració gènica condueix a l'expressió transgènica a llarg termini, però el lliurament basat en l'ARN sol ser transitori i no permanent. Els vectors retrovirals inclouen el virus oncoretroviral, lentiviral i humà.

#### Vectors virals basats en l'ADN
Els vectors virals basats en l'ADN solen durar amb la possibilitat d'integrar-se al genoma. Els vectors virals basats en l'ADN inclouen els Adenoviridae, el virus adeno-associat i el virus de l'herpes simple.

## Aplicacions

### Teràpia gènica
Diversos mètodes utilitzats per facilitar el lliurament de gens tenen aplicacions amb finalitats terapèutiques. La teràpia gènica utilitza el lliurament de gens per subministrar material genètic amb l'objectiu de tractar una malaltia o afecció a la cèl·lula. El lliurament de gens en entorns terapèutics utilitza vectors no immunògens capaços d'especificitat cel·lular que poden proporcionar una quantitat adequada d'expressió de transgens per provocar l'efecte desitjat.
Els avenços en genòmica han permès identificar una varietat de nous mètodes i dianes gèniques per a possibles aplicacions. Microarrays d'ADN s'utilitzen en una varietat de pròxima generació de seqüenciació pot identificar milers de gens simultàniament, amb el programari analític mirant als patrons d'expressió de gens, i orthologou s gens en espècies model per identificar la funció. Això ha permès identificar una varietat de possibles vectors per utilitzar-los en teràpia gènica. Com a mètode per crear una nova classe de vacunes, s'ha utilitzat el lliurament de gens per generar un vector biosintètic híbrid per administrar una possible vacuna. Aquest vector supera les barreres tradicionals al lliurament de gens combinant E. coli amb un polímer sintètic per crear un vector que manté l'ADN plasmídic i que té una capacitat augmentada per evitar la degradació pels lisosomes de les cèl·lules diana.